# Distretto di Yujiang
Il distretto di Yujiang (余江区S, Yújiāng QūP) è un distretto della Cina, situato nella provincia di Jiangxi e amministrato dalla prefettura di Yingtan.